# Ángel Martín Velayos
Ángel Martín Velayos (Madrid, 15 de octubre de 1951) es un escritor, conferencista internacional, y educador de temas esotéricos y místicos.
Fue cofundador en el 1988 de la Orden Rosacruz en su actual ciclo de manifestación, donde ocupa el oficio tradicional de Imperator, y es también Gran Maestro Soberano de la Orden Martinista.

## Biografía
Nació en Madrid, donde siguió sus estudios académicos. Desde muy joven estuvo muy interesado en los temas esotéricos y durante años, a pesar de las dificultades que había en España, que en aquel entonces se encontraba bajo la dictadura del general Franco,  procuró  formarse en todo lo concerniente al esoterismo, afiliándose a AMORC en el año 1970.
En el año 1975, cuando aún vivía Franco, y a pesar del peligro que pudiese correr, viajó a Francia y se inició en Toulouse, en la Logia Raymond VI.
Después de un amplio historial de participación y servicio en la AMORC, en 1982 fue invitado a visitar su sede mundial en San José de California y fue contratado como conferenciante Internacional y profesor de historia de la Iniciación en la Universidad Rose Croix, cargos que conservó hasta diciembre de 1985,  retirándose con honores y el aprecio expresado en los certificados correspondiente que le entregaron las autoridades de AMORC.
En agosto de 1987 presentó  la renuncia  a su afiliación en AMORC por medio de carta certificada , siendo confirmada la misma por respuesta de Gary L. Stewart, Imperator de AMORC, en la que le expresaba su respeto.
En el año 1975 se afilió a la Orden Renovada del Temple, ORT, donde solo permaneció hasta 1976 ya que su fundador, Raymond Bernard, había dejado la Orden, lo que suponía, a juicio de Angel Martín Velayos, que había dejado de tener relevancia tradicional y formativa.
En mayo del año 1982 fue Iniciado en la Orden Martinista Tradicional por el Gran Maestro Raymond Bernard,  el cual le confirió todos los grados Martinistas,  y la Consagración de Iniciador,   (Superior Desconocido, Libre Iniciador IV). Participante activo en la instauración de la Orden Martinista en España, y luego en todo el mundo, Angel Martín Velayos fue elegido Gran Maestro Soberano de la Orden Martinista,  en 1987.
Es también Maestro Masón, Venerable Maestro de Logia, Grado 32 del Rito Escocés Antiguo y Aceptado, Miembro de Honor de la Logia Ferison 9, n.º 145, y cuenta en su haber con múltiples distinciones y grados honoríficos en el campo educativo y cultural.

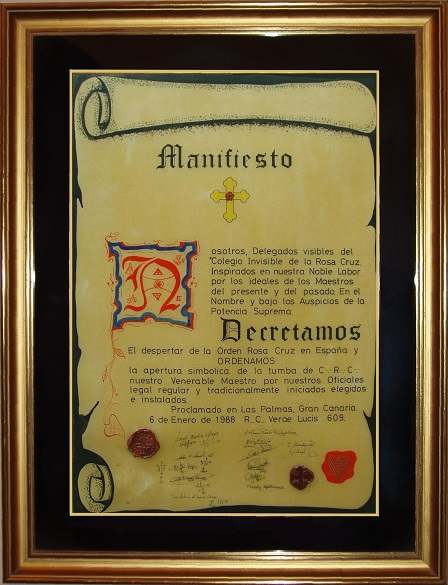
Manifiesto Fundacional Orden Rosacruz

Firmante del Manifiesto Fundacional de la Orden Rosacruz, el 6 de enero de 1988, fue uno de los miembros fundadores de la misma en su actual ciclo de manifestación, todo ello, a juicio de los fundadores, le calificaba como un excelente instructor de temas esotéricos, por lo que se le confió la misión de codificar las enseñanzas de la Orden Rosacruz. En el Cónclave Magistral del año 1994, y debido al desarrollo mundial que había alcanzado la Orden,  fue democráticamente elegido Imperator de la Orden Rosacruz por los Compromisarios que representan a las Logias y Triángulos Rosacruces de todo el mundo, y ha sido reelegido como tal, cada siete años, en sucesivos Cónclaves.
Ha escrito más de 1.100 monografías sobre temas Rosacruces, y escrito multitud de artículos publicados en revistas especializadas, además de cerca de 100 mensajes a las Logias y Triángulos, y los rituales, celebraciones, e iniciaciones simbólicas de la Orden Rosacruz.
Viajero incansable, ha dictado conferencias y cursos en una veintena de países,  colaborando, de esta manera, al establecimiento y crecimiento de la Orden Rosacruz en Europa y América.

## Obra publicada
- Martín Velayos, Ángel (1996).  Ediciones Rosacruces, ed. Mis Maestros (Primera edición). Madrid: Orden Rosacruz. p. 224. ISBN 84-921131-0-3.

- Martín Velayos, Ángel (1996).  Ediciones Rosacruces, ed. Traducción y adaptación de la primera edición completa en español de la FAMA FRATERNITATIS en español (Primera edición). Madrid: Orden Rosacruz. p. 79. ISBN 84-921131-1-1.